# STS-90
STS-90 — космический полёт MTKK «Колумбия» по программе «Спейс Шаттл»

## Экипаж
- (НАСА): Сирфосс, Ричард Алан (Richard A. Searfoss) (3)[1] — командир;
- (НАСА): Олтман, Скотт Даглас (Scott D. Altman) (1) — пилот;
- (НАСА): Линнехан, Ричард Майкл (Richard M. Linnehan) (2) — специалист полёта 1;
- (НАСА): Хайр, Кэтрин Патриция (Kathryn P. Hire) (1) — специалист полёта 2;
- (ККА): Уильямс, Давид Рис (Dafydd Williams) — (1) — специалист полёта 3;
- (НАСА): Баки, Джей Кларк (Jay C. Buckey) (1) — специалист по полезной нагрузке 1;
- (НАСА): Павелчик, Джеймс Энтони (James A. Pawelczyk) (1) — специалист по полезной нагрузке 2.

## Дублирующий экипаж
- (НАСА) Данлап, Александер Уильям (Alexander William Dunlap)[2] — специалист по полезной нагрузке
- (JAXA): Мукаи, Тиаки (向井千秋) — специалист по полезной нагрузке

## Параметры полёта
- Масса аппарата при посадке — 105 462 кг;
- Грузоподъёмность — 10 788 кг;
- Перигей — 247 км;
- Апогей — 274 км;
- Наклонение орбиты — 39,0°;
- Период обращения — 89.7 мин;

## Описание полёта
Проводились научные эксперименты в многоразовой космической лаборатории «Спейслэб». Основная полезная нагрузка миссии — лаборатория Neurolab. Основные эксперименты — адаптация сердечно-сосудистой системы к невесомости, эксперименты по влиянию микрогравитации на нервную систему человека. Цели исследований — понимание механизмов, ответственных за неврологические и поведенческие изменения в невесомости. Основными задачами были проведение фундаментальных исследований в области нейронаук и расширение понимания того, как нервная система развивается и функционирует в космосе. Исследования проводились на крысах, мышах, сверчках, улитках, на двух видах рыб и на членах экипажа. В частности, эксперименты изучали адаптацию вестибулярного аппарата, «адаптационный синдром», адаптацию и возможные варианты контроля центральной нервной системы при отсутствии силы тяжести, а также влияния микрогравитации на поведение нервной системы. Миссия являлась совместным предприятием шести иностранных космических агентств и семи исследовательских Центров из США, 31 эксперимент по влиянию микрогравитации поставили учёные из девяти стран.